# Danila Godjaev
Danila Aleksandrovič Godjaev (in russo Данила Александрович Годяев?; 20 aprile 2004) è un calciatore russo, centrocampista della Lokomotiv Mosca.

## Carriera
Cresciuto nel settore giovanile della Lokomotiv Mosca, debutta in prima squadra il 28 febbraio 2025, in occasione dell'incontro di Prem'er-Liga contro la Dinamo Machačkala pareggiato per 1-1. Prima di esordire nel campionato russo è stato girato in prestito per una stagione ai bielorussi dell'Arsenal Dzjaržynsk, militanti in Vyšėjšaja Liha.

## Statistiche

### Presenze e reti nei club
Statistiche aggiornate al 31 marzo 2025.
| Stagione        | Squadra            | Campionato      | Campionato | Campionato | Coppe nazionali | Coppe nazionali | Coppe nazionali | Coppe continentali | Coppe continentali | Coppe continentali | Altre coppe | Altre coppe | Altre coppe | Totale | Totale |
| Stagione        | Squadra            | Comp            | Pres       | Reti       | Comp            | Pres            | Reti            | Comp               | Pres               | Reti               | Comp        | Pres        | Reti        | Pres   | Reti   |
| --------------- | ------------------ | --------------- | ---------- | ---------- | --------------- | --------------- | --------------- | ------------------ | ------------------ | ------------------ | ----------- | ----------- | ----------- | ------ | ------ |
| 2024            | Arsenal Dzjaržynsk | VL              | 25         | 5          | CB              | 1               | 0               |                    | -                  | -                  |             | -           | -           | 26     | 5      |
| 2024-2025       | Lokomotiv Mosca    | PL              | 4          | 0          | CR              | 1               | 0               |                    | -                  | -                  |             | -           | -           | 5      | 0      |
| Totale carriera | Totale carriera    | Totale carriera | 29         | 5          |                 | 2               | 0               |                    | -                  | -                  |             | -           | -           | 31     | 5      |